# علي أباد (بمبور الشرقي)
علي أباد (بالإنجليزية: Aliabad, Bampur)‏ هي منطقة سكنية تقع في إيران في سيستان وبلوتشستان. يقدر عدد سكانها بـ 1,174 نسمة .